# Incendie du Ringtheater
 (décembre 2022).
Si vous disposez d'ouvrages ou d'articles de référence ou si vous connaissez des sites web de qualité traitant du thème abordé ici, merci de compléter l'article en donnant les références utiles à sa vérifiabilité et en les liant à la section « Notes et références ».
L'incendie du Ringtheater est survenu le 8 décembre 1881 dans le populaire Ringtheater viennois, du nom de la route où il se trouvait, le Schottenring. Avant l'incendie, le théâtre privé, d'une capacité d'environ 1 700 spectateurs, souffrait de problèmes financiers. Officiellement, 384 personnes ont péri dans l'incendie, bien qu'il existe des estimations plus élevées. Par exemple, l'auteur et encyclopédiste d'origine prussienne Ludwig Julius Eisenberg (1858–1910) affirme que jusqu'à mille personnes auraient pu être tuées.

## Incendie

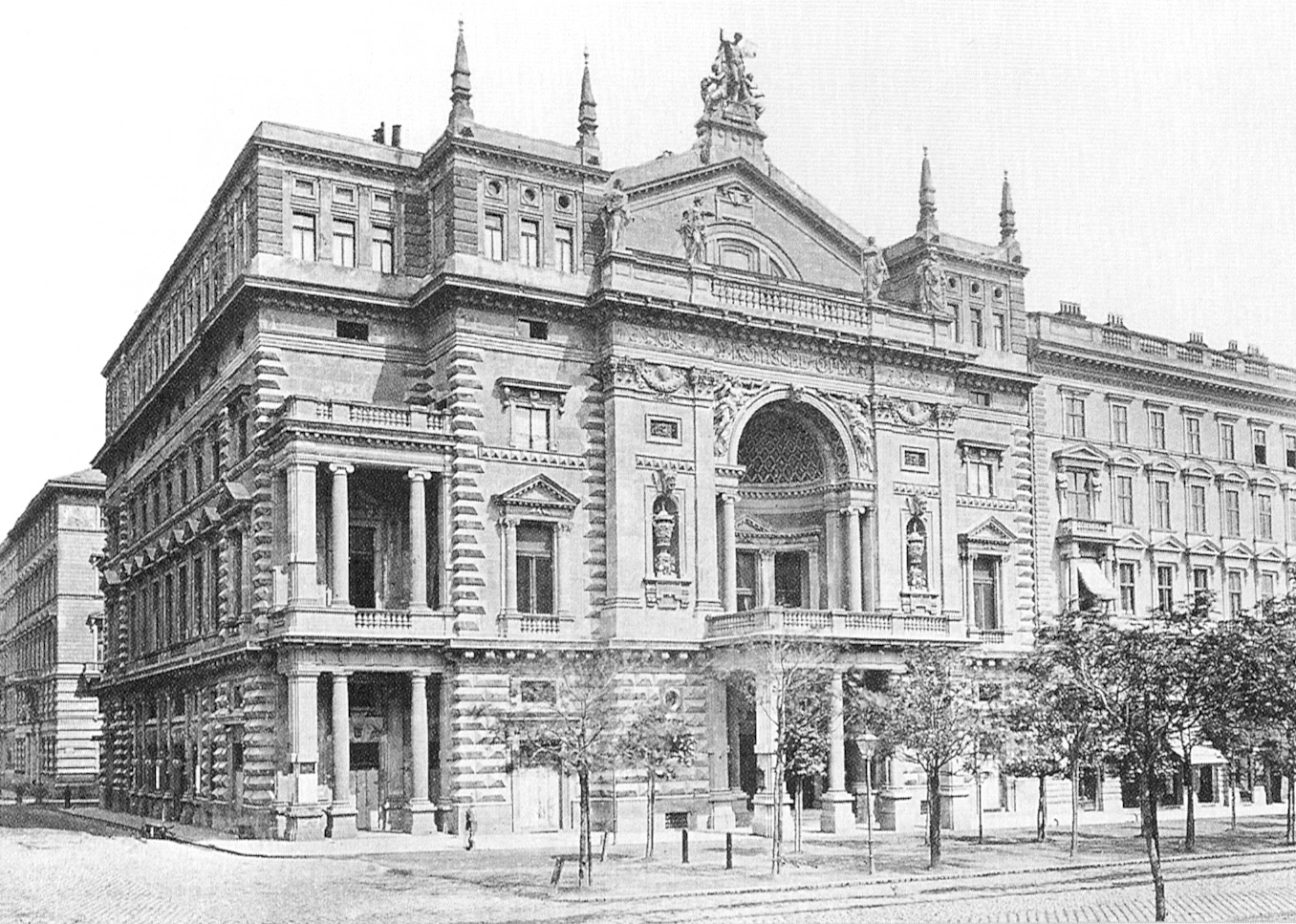
Le Ringtheater à Vienne, photographié avant 1881.

Au cours de cette soirée, Les Contes d'Hoffmann de Jacques Offenbach étaient programmés. Lorsque les visiteurs ont pris place à 19 heures, derrière la scène, cinq vitrines étaient éclairées par des lampes à gaz. La commande d'allumage électropneumatique n'ayant réussi à allumer le gaz qu'à la deuxième tentative, le gaz qui s'était déjà écoulé a explosé. L'incendie qui a suivi a brûlé les cintres et le feu s'est rapidement propagé au reste de la scène et à l'auditorium.
Ce n'est qu'avec une demi-heure de retard que les pompiers ont commencé à secourir les occupants, mais les efforts de sauvetage ont été rapidement entravés par plusieurs problèmes : l'éclairage de secours utilisait des lampes à huile, mais elles ne s'allumaient pas. En raison de la rareté des ressources financières, elles n'ont été remplies qu'avant les contrôles obligatoires. Ensuite, les sorties de secours ne s'ouvraient que vers l'intérieur, ce qui enfermait les victimes. Par une fenêtre sur le côté du bâtiment, de l'air frais entrait, ce qui attisait le feu. Finalement, à cause d'une erreur de jugement, la police (la Sicherheitswache) a dit aux sauveteurs de partir, car ils pensaient que tout le monde avait déjà été secouru.
Parmi les morts se trouvait Ladislaus Vetsera, un frère de la baronne Marie Vetsera.

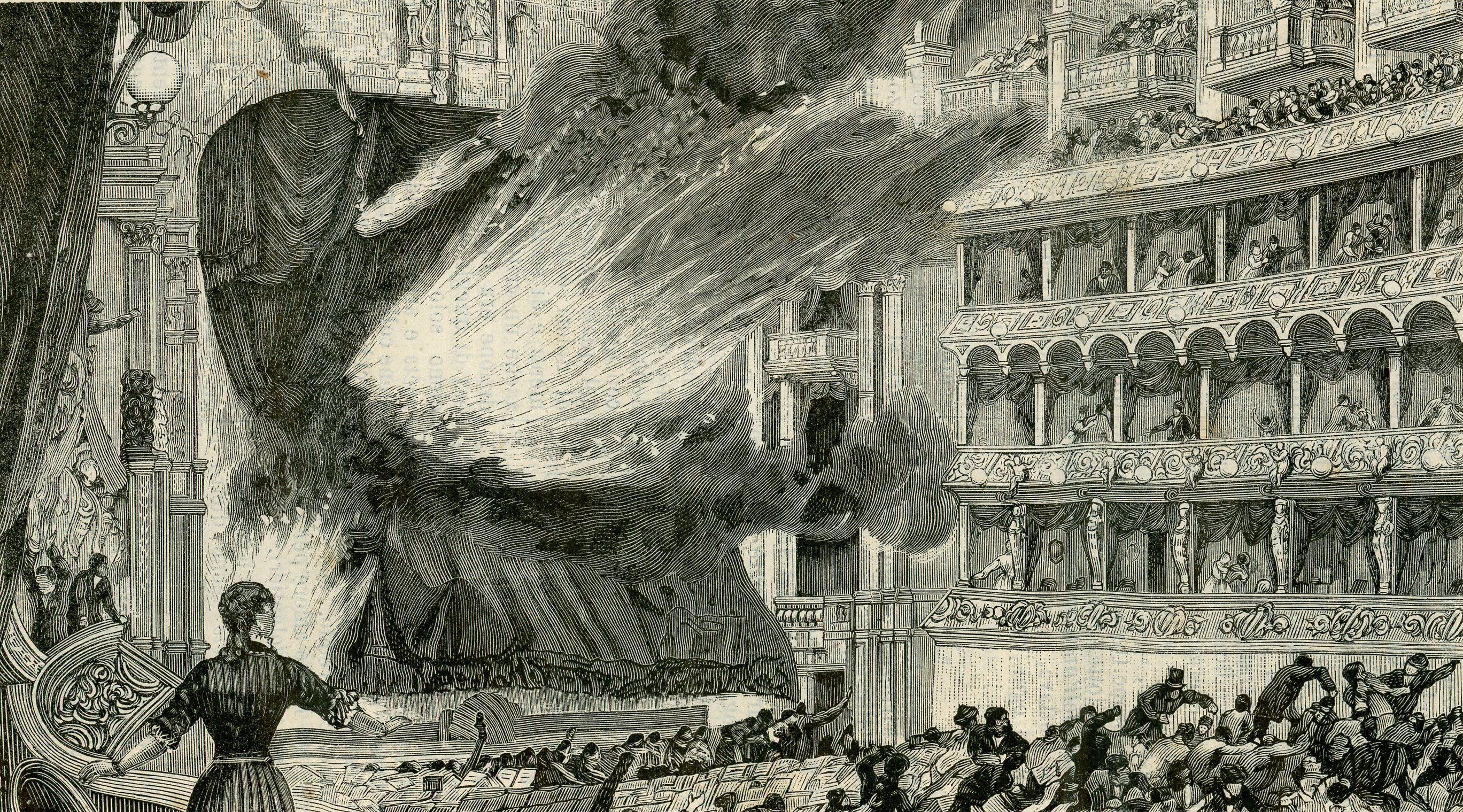
Le début de l'incendie.
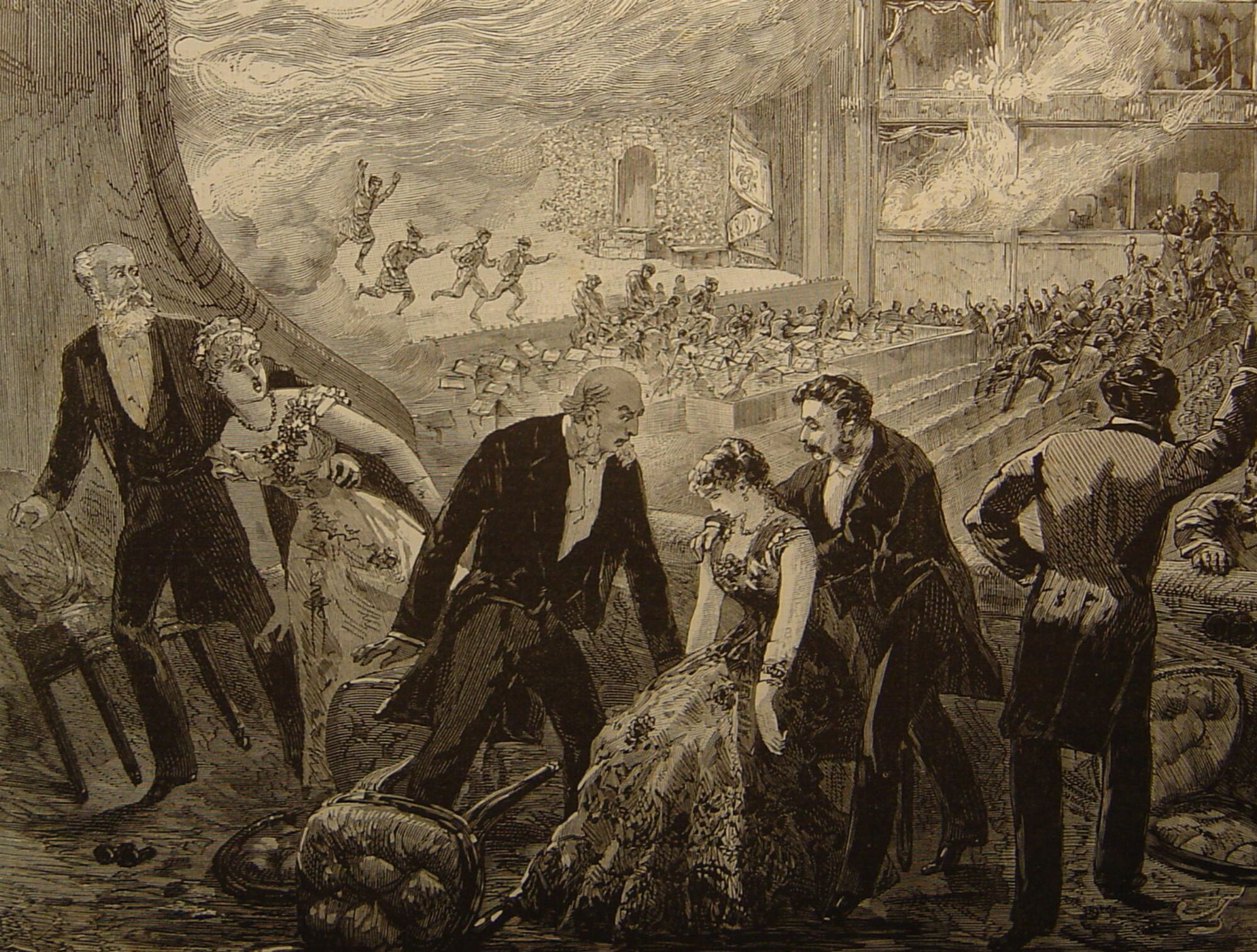
Le début de l'incendie.
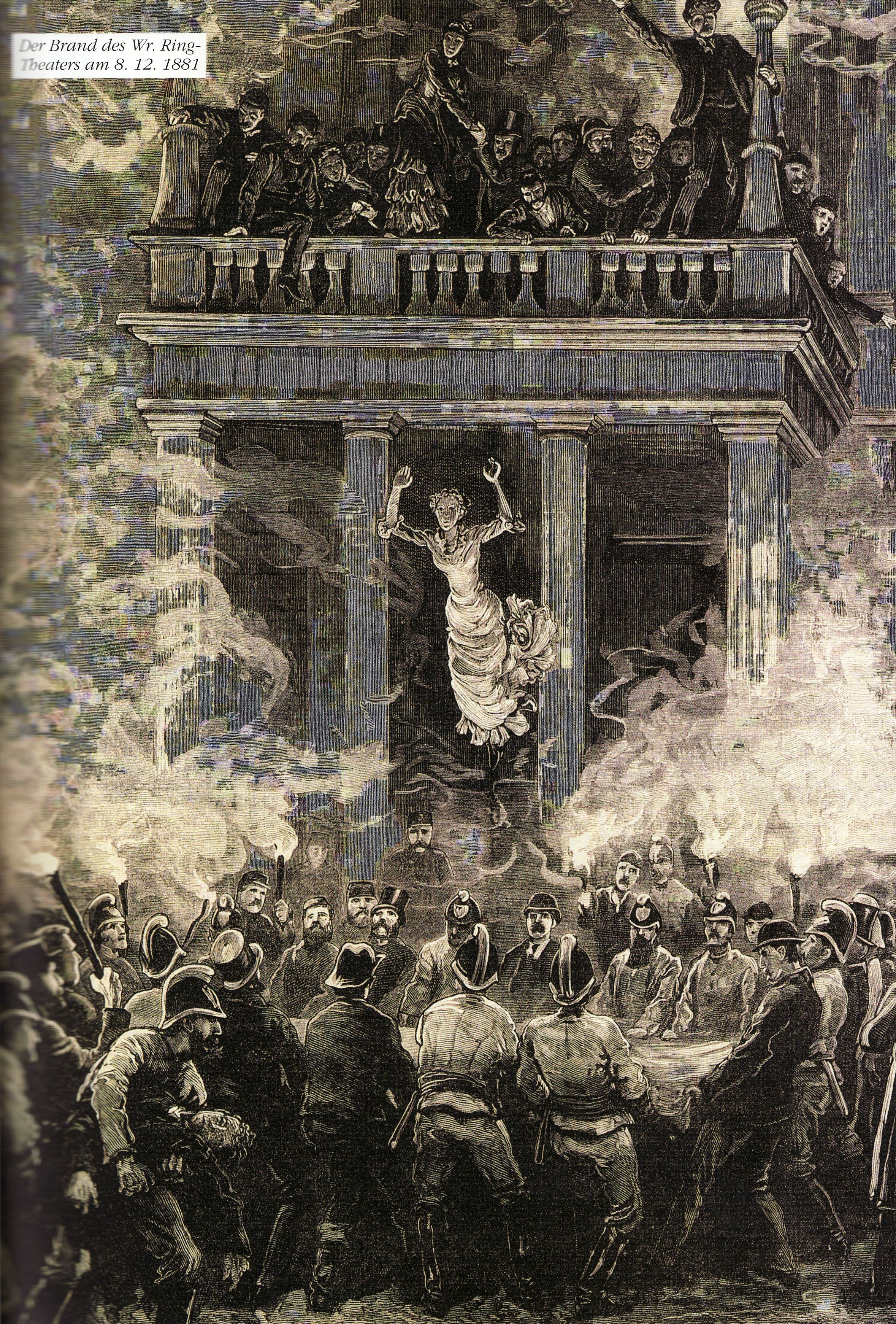
Le sauvetage de spectateurs.
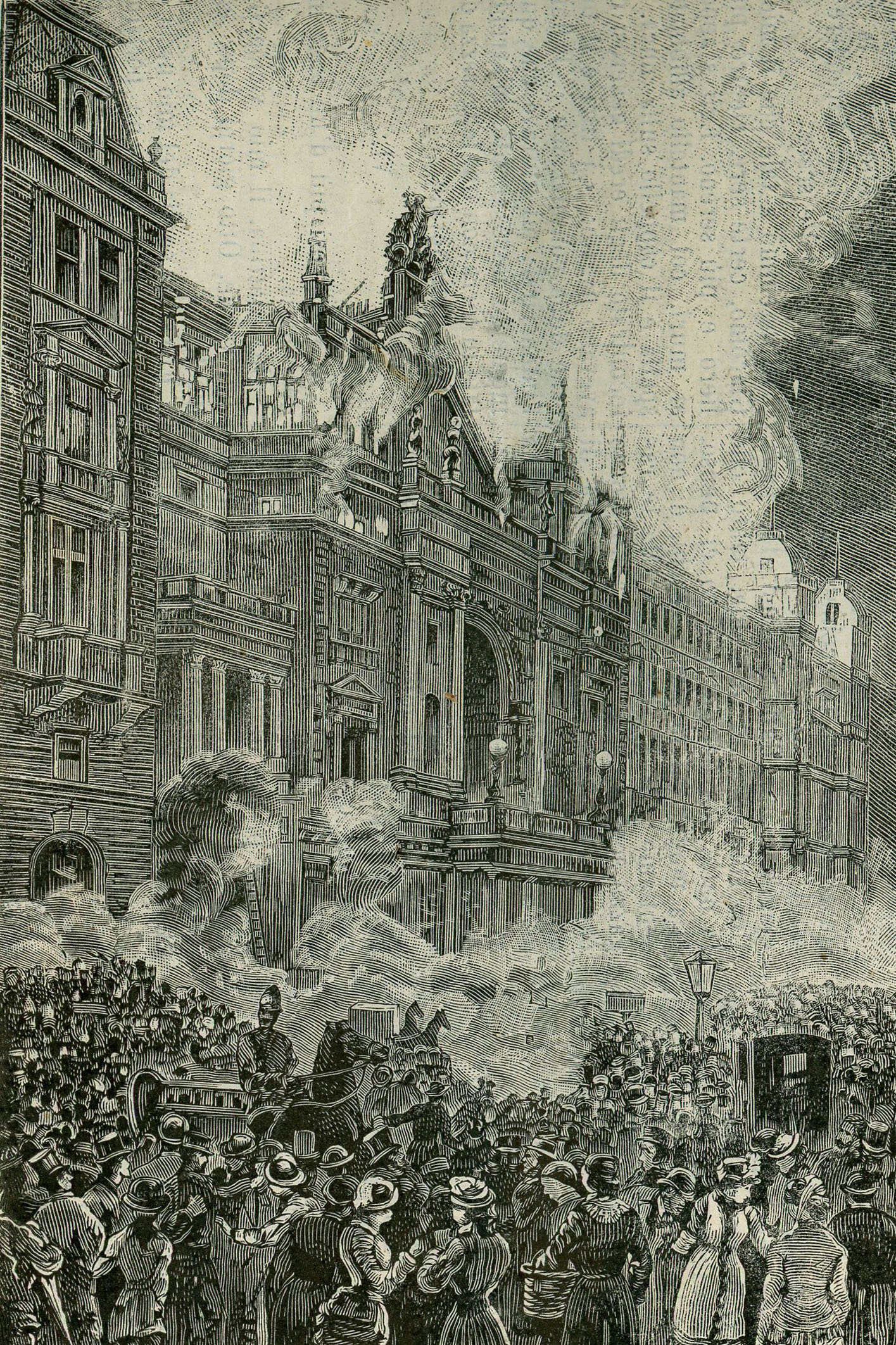
Le bâtiment en flammes.
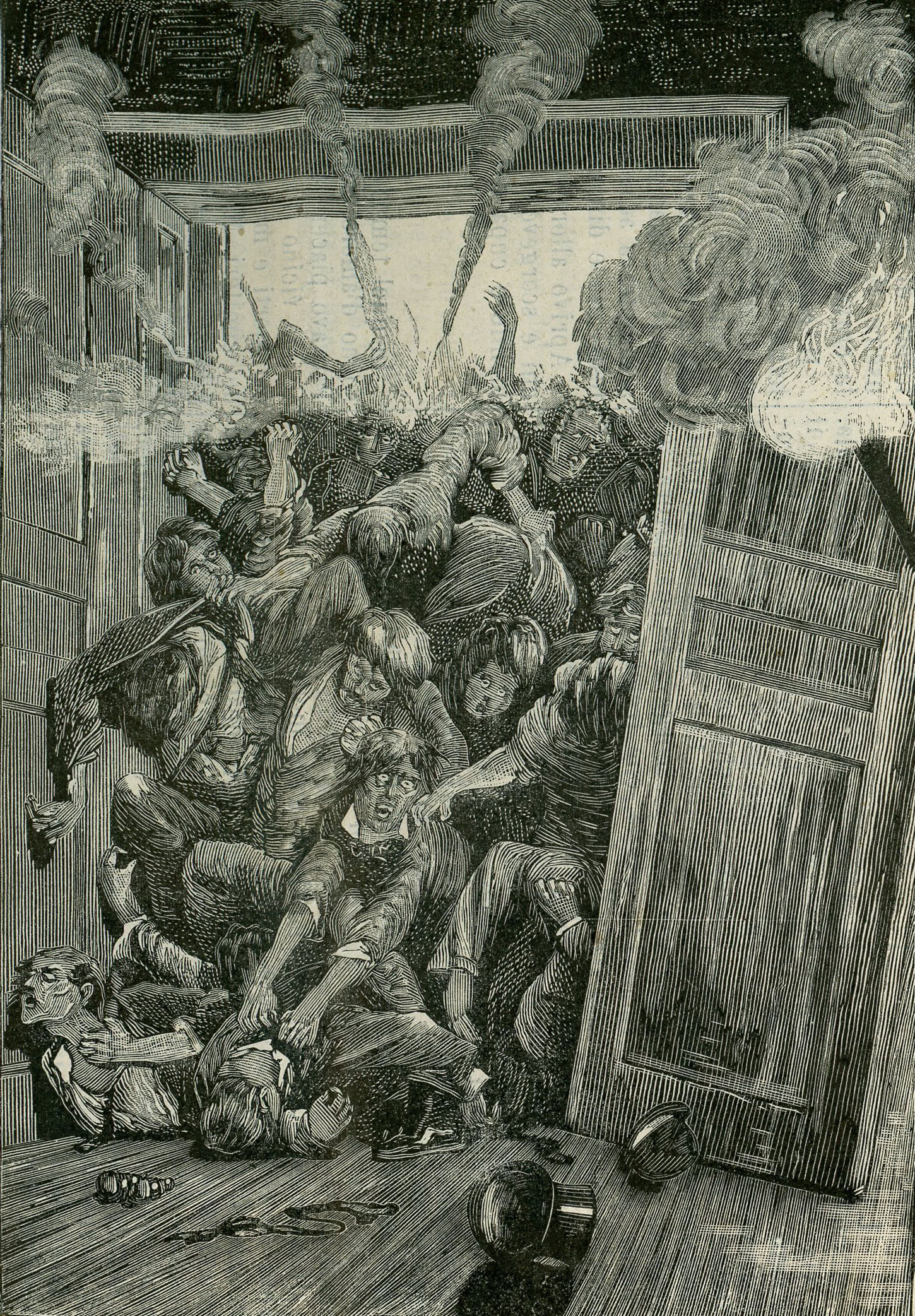
La foule piégée.

## Conséquences

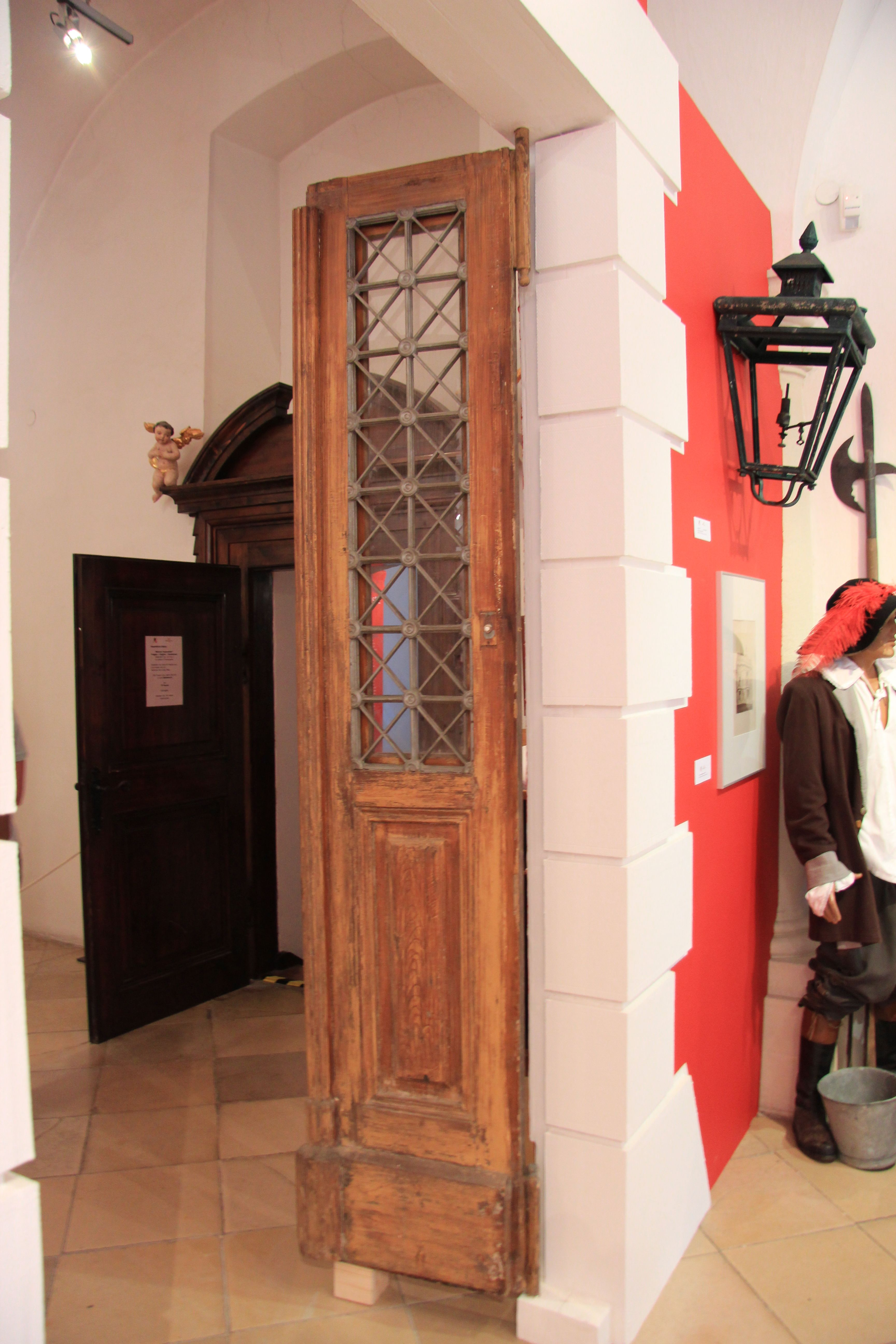
Lors d'une exposition sur la lutte contre les incendies à Geras en 2011, l'une des sorties du Ringtheater est présentée.

Après l'incendie, une organisation de sauvetage de la milice, la Wiener Freiwillige Rettungsgesellschaft, a été fondée. Elle a duré jusqu'en 1938 et ses fonctions ont été reprises par le conseil municipal de Vienne après la guerre. Ensuite, des mesures de prévention des incendies ont été édictées. Les rideaux de sécurité deviennent obligatoires pour contenir les feux de scène et les accessoires de théâtre doivent être imprégnés pour les rendre résistants au feu. De même, les plus grands théâtres ont été contraints d'employer un agent de sécurité en uniforme qui superviserait l'évacuation et doit rester sur place jusqu'à ce que le dernier spectateur ait quitté les lieux, une règle qui est toujours en vigueur aujourd'hui.
L'exploitant de l'époque du Ringtheater, Franz von Jauner, a été condamné à trois ans de prison, bien que sa peine ait été commuée par un décret impérial quelques semaines seulement après le début de son séjour en prison. Le théâtre a été démoli et l'empereur François-Joseph Ier a financé à titre privé la construction d'un immeuble d'appartements sur le même site. Il comportait une chapelle au deuxième étage et les bénéfices de la location des chambres étaient perpétuellement dédiés à des causes caritatives.
Le psychanalyste Sigmund Freud, qui manqua de peu d'assister à la représentation le soir de l'incendie, fut l'un des premiers occupants de l'immeuble. En 1945, la « Sühnhaus » (littéralement « maison d'expiation ») fut détruite lors d'un raid aérien et fut entièrement démantelée en 1951. Le site est aujourd'hui occupé par un bureau de la police, un mémorial rappelle la catastrophe.